# ヒューマン・ライツ・ウォッチ
ヒューマン・ライツ・ウォッチ（英語: Human Rights Watch）は、アメリカ合衆国に基盤を持つ国際的な人権NGO。ニューヨーク市に本部を置き、世界各地の人権侵害と弾圧を止め、世界中すべての人々の人権を守ることを目的に世界90か国で人権状況を監視している団体である。

## 沿革
前身は、1978年に設立され、ソビエト連邦のヘルシンキ協約違反を監視したヘルシンキ・ウォッチ。ヘルシンキ・ウォッチは人権侵害を行う政府を公に批判することで、ソビエト連邦と東欧各国での人権侵害に国際的な注目を集めることに成功し、この地域における1980年代後半の民主化の実現に貢献した。
1980年代には急速な組織の拡大につれ、「アメリカ・ウォッチ」（1981年）、「アジア・ウォッチ」（1985年）、「アフリカ・ウォッチ」（1988年）、「中東・ウォッチ」（1989年）が「ウォッチ委員会」に加わった。 1988年に全ての「ウォッチ委員会」が統合され、全世界を含む名称である現在の「ヒューマン・ライツ・ウォッチ」に改称した。
2023年以降、ティラナ・ハッサンが事務局長である。

## 活動

### 活動モデル
ヒューマン・ライツ・ウォッチは「調べる、知らせる、世界を変える」という方法論に基づいて、人権擁護活動を行っている。まず、調査員を人権侵害の現地へ派遣し、被害者や加害者を直接調査することで、現状を明らかにする。党派性を持たず、客観的かつ徹底した人権侵害に関する調査報告で信頼を置かれている。その調査結果を地域メディアや国際メディア双方で広範囲に報道し、国際社会の注目を惹き付ける。そして、当事者である国家や国際組織などがさらなる人権侵害を控えるように圧力をかけるよう、政策提言やロビイングを含むアドボカシー活動を行っている。

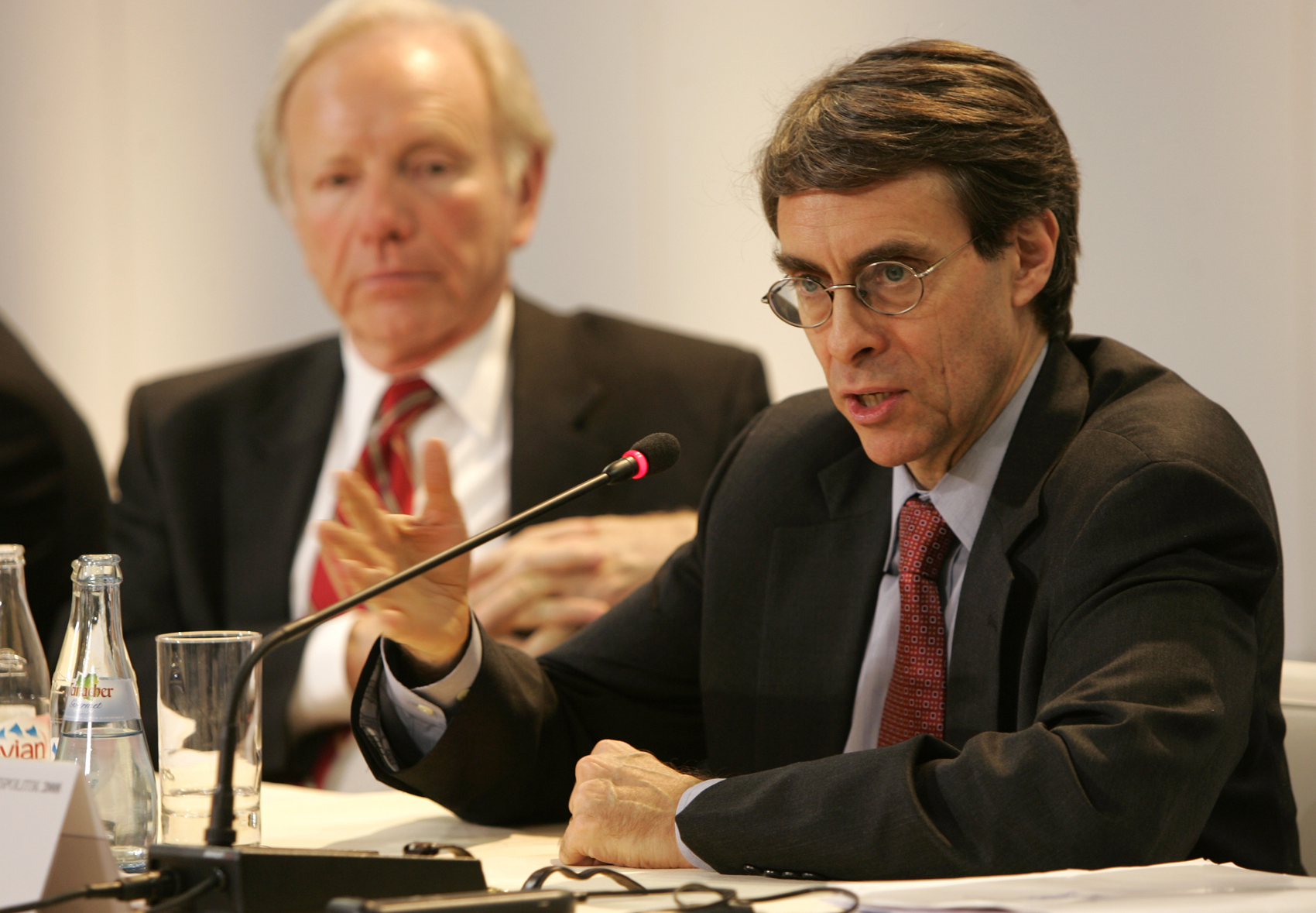
ケネス・ロス事務局長（写真右）2008年 ミュンヘン

### 活動分野
ヒューマン・ライツ・ウォッチの活動は、地域と課題別の部局で構成されている。
地域：アフリカ、南北アメリカ、アジア、ヨーロッパ・中央アジア、中東・北アフリカ、アメリカ合衆国 
課題：武器、ビジネス、子供の権利、緊急対応、保健と人権、LGBTの権利、難民、女性の権利 
その他にも、テロリズム対策、障害者の権利、環境、経済的・社会的・文化的権利、国際的な法による裁き、表現の自由、拷問等の問題にも取り組んでいる。

### 活動例
1992年には地雷禁止国際キャンペーンにも参加しており、そこでの民間社会組織の地球規模での連合の成果はオタワ条約として実った。1997年には、対人地雷禁止条約の成立に貢献したとして、他団体と共同でノーベル平和賞を受賞した。
また、ヒューマン・ライツ・ウォッチは、1994年のルワンダ虐殺が始まる以前から、国内の民族間の緊迫した関係について報告し、内戦中も、当時アフリカ局の顧問を勤めたアリソン・デフォージは現場での出来事を細かく記録し、その記録は後のルワンダ国際戦犯法廷で証拠として扱われた。
子ども兵士（少年兵）の問題にも関わっており、1998年に6つの国際NGOで結成された「子ども兵士徴用廃止をめざす連合」を構成する1つの団体でもある。
またクラスター爆弾の廃絶運動にの参加しており、2008年には、クラスター爆弾禁止条約の成立にも貢献した。この条約は全てのクラスター爆弾の使用を禁止するもので、107カ国が採択した。
毎年、政治的迫害の犠牲者であり、財政的な支援が必要な世界中の作家に助成金を与える「ヘルマン/ハメット助成金」という活動もしている。多くの必要な財政援助を提供することに加え、ヘルマン/ハメット助成金は世界での検閲への警戒を維持している。ヒューマン・ライツ・ウォッチは、世界規模で検閲を監視し、その表現の自由の権利の行使により迫害者を守るキャンペーンを行うNGOのネットワークである国際表現・交換の自由（IFEX）のメンバーでもある。
ヒューマン・ライツ・ウォッチは、時代に応じて新たな課題が浮上するとともに、活動分野も広げていった。ドメスティックバイオレンス、人身売買、戦争犯罪としての強姦、妊娠中絶の制限反対をはじめとする問題を扱い、女性や子どもの権利にも関わり始めた。また、HIV/エイズの世界的流行を踏まえ、保健と人権プログラムも設置された。他にも、LGBT（レズビアン、ゲイ、バイセクシュアル、トランスジェンダー）の権利プログラムを設置し、同性結婚合法化の支援をはじめとし、世界中での差別問題に取り組んでいる。

### 出版
ヒューマン・ライツ・ウォッチは様々な人権問題について個別に詳細な報告書を年間約150冊発行し、『ワールドレポート』として世界中の国の人権状況の年次報告書を作成している。また、毎日約5本のプレスリリースも発行している。

### 日本
2009年（平成21年）4月9日、東京オフィスを明治大学アカデミーコモン内に開設（現在は東京都港区赤坂に移転）。弁護士の土井香苗が東京ディレクターを務める。
特定失踪者問題調査会、北朝鮮難民救援基金、北朝鮮帰国者の生命と人権を守る会、北朝鮮強制収容所をなくすアクションの会（NO FENCE）、救え！北朝鮮の民衆／緊急行動ネットワーク（RENK）、北朝鮮による拉致被害者の救出にとりくむ法律家の会などと共に、アジア人権人道学会の結成や運営に関与している。
2014年（平成26年）5月には、日本の社会的養護下の子供達についての報告書「夢がもてない」を発表し、全ての子供が家庭的環境で育てるよう、社会的養護制度改正を訴えかける活動を行なっている。また、「全ての子どもに家庭を！」キャンペーンを立ち上げ、 国会議員へのロビー活動も行っている。
2021年（令和3年）2月5日には、東京オリンピック・パラリンピック組織委員会の森会長の女性蔑視と取れる発言について「金メダル級の女性蔑視」などと指摘する声明を発表した。